# Tour d'Algérie 2013
Le Tour d'Algérie 2013 s'est déroulé du 11 au 15 mars, sur un parcours de 891 kilomètres d'Alger à  Constantine. Cette édition est la 20e de l'histoire de cette course cycliste, mais la seconde seulement depuis le retour du Tour d'Algérie. La course fut remportée par le coureur espagnol Víctor de la Parte.
En juillet 2013, l'UCI annonce que Mustafa Sayar, initialement deuxième de l'épreuve, a subi un contrôle antidopage positif à l'EPO lors de ce Tour d'Algérie. Il sera finalement suspendu par la fédération turque en janvier 2014.

## Présentation

### Parcours
La course se dispute sur un circuit découpé en cinq étapes allant d'Alger vers Constantine pour une distance totale de 891 kilomètres. Les autres villes-étape sont Bouira, Biskra, Batna, et Mila.
| Étape     | Date    | Villes étapes             |  | Distance (km) | Vainqueur d’étape    | Leader du classement général |
| --------- | ------- | ------------------------- |  | ------------- | -------------------- | ---------------------------- |
| 1re étape | 11 mars | Alger - Bouira            |  | 128           | Stefan Schumacher    | Stefan Schumacher            |
| 2e étape  | 12 mars | Sétif - Biskra            |  | 209           | Serhiy Grechyn       | Stefan Schumacher            |
| 3e étape  | 13 mars | Batna                     |  | 221           | Abdelbasset Hannachi | Stefan Schumacher            |
| 4e étape  | 14 mars | Constantine - Constantine |  | 209           | Kit Gilham           | Stefan Schumacher            |
| 5e étape  | 15 mars | Mila - Constantine        |  | 124           | Víctor de la Parte   | Víctor de la Parte           |

### Équipes
Classée en catégorie 2.2 de l'UCI Africa Tour, la Tour d'Algérie est par conséquent ouverte aux UCI WorldTeams dans la limite de 50 % des équipes participantes, aux équipes continentales professionnelles, aux équipes continentales et aux équipes nationales.
| Équipes continentales | Équipes continentales | Équipes continentales |
| Nom de l'équipe       | Pays                  | Code                  |
| --------------------- | --------------------- | --------------------- |
| GS Pétroliers Algérie | Algérie               | GSP                   |
| Vélo Club Sovac       | Algérie               | VCS                   |
| Olympique Tour Aglo3  | Algérie               | OTA                   |
| Christina Watches     | Danemark              | CWO                   |
| SP Tableware          | Grèce                 | SPT                   |
| Konya Torku Şekerspor | Turquie               | TRK                   |
| Rietumu-Delfin        | Lettonie              | RBD                   |

| Équipes nationales          | Équipes nationales | Équipes nationales |
| Nom de l'équipe             | Pays               | Code               |
| --------------------------- | ------------------ | ------------------ |
| Équipe nationale du Maroc   | Maroc              | MAR                |
| Équipe nationale d'Eritrea  | Érythrée           | ERI                |
| Équipe nationale de Tunisie | Tunisie            | TUN                |
| Équipe nationale de Libye   | Libye              | LBA                |

| Équipes régionales et de clubs | Équipes régionales et de clubs | Équipes régionales et de clubs |
| Nom de l'équipe                | Pays                           | Code                           |
| ------------------------------ | ------------------------------ | ------------------------------ |
| Bike Aid-Schwalbe Trier        | Allemagne                      | BAS                            |
| Krostitzer Univega             | Allemagne                      | KRU                            |
| Wilton                         | Pays-Bas                       | WCA                            |
| Velo Sport Hyerois             | France                         | VSH                            |
| Metaltek Knights of Old Racing | Royaume-Uni                    | MKR                            |
| Greens                         | Malte                          | TGR                            |
| Refero Elite                   | Suède                          | RCT                            |

## Résultats

### 1reétape
| Classement de l'étape | Classement de l'étape | Classement de l'étape | Classement de l'étape | Classement de l'étape |
|                       | Coureur               | Pays                  | Équipe                | Temps                 |
| --------------------- | --------------------- | --------------------- | --------------------- | --------------------- |
| 1er                   | Stefan Schumacher     | Allemagne             | Christina Watches     | en 3 h 17 min 18 s    |
| 2e                    | Essaïd Abelouache     | Maroc                 | Équipe Maroc          | + 21 s                |
| 3e                    | Constantino Zaballa   | Espagne               | Christina Watches     | + 21 s                |
| 4e                    | Mustafa Sayar         | Turquie               | Torku Şekerspor       | + 21 s                |
| 5e                    | Víctor de la Parte    | Espagne               | SP Tableware          | + 21 s                |
| 6e                    | Hichem Chaabane       | Algérie               | Vélo Club Sovac       | + 21 s                |
| 7e                    | Azzedine Lagab        | Algérie               | GS Pétroliers         | + 4 min 22 s          |
| 8e                    | Abdelmalek Madani     | Algérie               | GS Pétroliers         | + 4 min 27 s          |
| 9e                    | Bereket Yemane        | Érythrée              | Équipe d'Eritrea      | + 4 min 27 s          |
| 10e                   | Joaquín Sobrino       | Espagne               | SP Tableware          | + 4 min 40 s          |
| modifier              |                       |                       |                       |                       |

| Classement général | Classement général  | Classement général | Classement général | Classement général |
|                    | Coureur             | Pays               | Équipe             | Temps              |
| ------------------ | ------------------- | ------------------ | ------------------ | ------------------ |
| 1er                | Stefan Schumacher   | Allemagne          | Christina Watches  | en 3 h 17 min 18 s |
| 2e                 | Essaïd Abelouache   | Maroc              | Équipe Maroc       | + 21 s             |
| 3e                 | Constantino Zaballa | Espagne            | Christina Watches  | + 21 s             |
| 4e                 | Mustafa Sayar       | Turquie            | Torku Şekerspor    | + 21 s             |
| 5e                 | Víctor de la Parte  | Espagne            | SP Tableware       | + 21 s             |
| 6e                 | Hichem Chaabane     | Algérie            | Vélo Club Sovac    | + 21 s             |
| 7e                 | Azzedine Lagab      | Algérie            | GS Pétroliers      | + 4 min 22 s       |
| 8e                 | Abdelmalek Madani   | Algérie            | GS Pétroliers      | + 4 min 27 s       |
| 9e                 | Bereket Yemane      | Érythrée           | Équipe d'Eritrea   | + 4 min 27 s       |
| 10e                | Joaquín Sobrino     | Espagne            | SP Tableware       | + 4 min 40 s       |
| modifier           |                     |                    |                    |                    |

### 2eétape
| Classement de l'étape | Classement de l'étape | Classement de l'étape | Classement de l'étape   | Classement de l'étape |
|                       | Coureur               | Pays                  | Équipe                  | Temps                 |
| --------------------- | --------------------- | --------------------- | ----------------------- | --------------------- |
| 1er                   | Serhiy Grechyn        | Ukraine               | SP Tableware            | en 5 h 23 min 46 s    |
| 2e                    | Constantino Zaballa   | Espagne               | Christina Watches       | + 2 s                 |
| 3e                    | Joaquín Sobrino       | Espagne               | SP Tableware            | + 3 s                 |
| 4e                    | Essaïd Abelouache     | Maroc                 | Équipe du Maroc         | m.t.                  |
| 5e                    | Nabil Baz             | Algérie               | Vélo Club Sovac         | m.t.                  |
| 6e                    | Erik Mohs             | Allemagne             | Krostitzer Univega      | m.t.                  |
| 7e                    | Geórgios Boúglas      | Grèce                 | SP Tableware            | m.t.                  |
| 8e                    | Abdellah Ben Youcef   | Algérie               | GS Pétroliers           | m.t.                  |
| 9e                    | Rémy Gras             | France                | Velo Sport Hyerois      | m.t.                  |
| 10e                   | Philipp Becker        | Allemagne             | Bike Aid-Schwalbe Trier | m.t.                  |
| modifier              |                       |                       |                         |                       |

| Classement général | Classement général  | Classement général | Classement général | Classement général |
|                    | Coureur             | Pays               | Équipe             | Temps              |
| ------------------ | ------------------- | ------------------ | ------------------ | ------------------ |
| 1er                | Stefan Schumacher   | Allemagne          | Christina Watches  | en 8 h 41 min 7 s  |
| 2e                 | Constantino Zaballa | Espagne            | Christina Watches  | + 20 s             |
| 3e                 | Essaïd Abelouache   | Maroc              | Équipe du Maroc    | + 21 s             |
| 4e                 | Essaïd Abelouache   | Maroc              | Vélo Club Sovac    | m.t.               |
| 5e                 | Víctor de la Parte  | Espagne            | SP Tableware       | m.t.               |
| 6e                 | Mustafa Sayar       | Turquie            | Torku Şekerspor    | m.t.               |
| 7e                 | Azzedine Lagab      | Algérie            | GS Pétroliers      | + 4 min 22 s       |
| 8e                 | Bereket Yemane      | Érythrée           | Équipe d'Eritrea   | + 4 min 27 s       |
| 9e                 | Abdelmalek Madani   | Algérie            | GS Pétroliers      | m.t.               |
| 10e                | Joaquín Sobrino     | Espagne            | SP Tableware       | + 4 min 40 s       |
| modifier           |                     |                    |                    |                    |

### 3eétape
| Classement de l'étape | Classement de l'étape | Classement de l'étape | Classement de l'étape | Classement de l'étape |
|                       | Coureur               | Pays                  | Équipe                | Temps                 |
| --------------------- | --------------------- | --------------------- | --------------------- | --------------------- |
| 1er                   | Abdelbasset Hannachi  | Algérie               | GS Pétroliers         | en 3 h 16 min 40 s    |
| 2e                    | Essaïd Abelouache     | Maroc                 | Équipe Maroc          | m.t.                  |
| 3e                    | Abdelkader Belmokhtar | Algérie               | GS Pétroliers         | m.t.                  |
| 4e                    | Dale Appleby          | Royaume-Uni           | Metaltek Knigths      | m.t.                  |
| 5e                    | Joaquín Sobrino       | Espagne               | SP Tableware          | m.t.                  |
| 6e                    | Adil Jelloul          | Maroc                 | Équipe Maroc          | m.t.                  |
| 7e                    | Constantino Zaballa   | Espagne               | Christina Watches     | m.t.                  |
| 8e                    | Víctor de la Parte    | Espagne               | SP Tableware          | m.t.                  |
| 9e                    | Mustafa Sayar         | Turquie               | Torku Şekerspor       | m.t.                  |
| 10e                   | Stefan Schumacher     | Allemagne             | Christina Watches     | m.t.                  |
| modifier              |                       |                       |                       |                       |

| Classement général | Classement général  | Classement général | Classement général | Classement général  |
|                    | Coureur             | Pays               | Équipe             | Temps               |
| ------------------ | ------------------- | ------------------ | ------------------ | ------------------- |
| 1er                | Stefan Schumacher   | Allemagne          | Christina Watches  | en 11 h 57 min 47 s |
| 2e                 | Constantino Zaballa | Espagne            | Christina Watches  | + 20 s              |
| 3e                 | Essaïd Abelouache   | Maroc              | Équipe Maroc       | + 21 s              |
| 4e                 | Víctor de la Parte  | Espagne            | SP Tableware       | m.t.                |
| 5e                 | Mustafa Sayar       | Turquie            | Torku Şekerspor    | m.t.                |
| 6e                 | Joaquín Sobrino     | Espagne            | SP Tableware       | + 4 min 20 s        |
| 7e                 | Ismaïl Ayoune       | Maroc              | Équipe Maroc       | m.t.                |
| 8e                 | Adil Jelloul        | Maroc              | Équipe Maroc       | m.t.                |
| 9e                 | Martin Pedersen     | Danemark           | Christina Watches  | + 4 min 46 s        |
| 10e                | Hichem Chaabane     | Algérie            | Vélo Club Sovac    | + 6 min 40 s        |
| modifier           |                     |                    |                    |                     |

### 4eétape
| Classement de l'étape | Classement de l'étape | Classement de l'étape | Classement de l'étape | Classement de l'étape |
|                       | Coureur               | Pays                  | Équipe                | Temps                 |
| --------------------- | --------------------- | --------------------- | --------------------- | --------------------- |
| 1er                   | Kit Gilham            | Royaume-Uni           | Metaltek Knigths      | en 3 h 37 min 37 s    |
| 2e                    | Hichem Chaabane       | Algérie               | Vélo Club Sovac       | + 2 s                 |
| 3e                    | Joaquín Sobrino       | Espagne               | SP Tableware          | + 53 s                |
| 4e                    | Stefan Schumacher     | Allemagne             | Christina Watches     | + 54 s                |
| 5e                    | Constantino Zaballa   | Espagne               | Christina Watches     | m.t.                  |
| 6e                    | Essaïd Abelouache     | Maroc                 | Équipe du Maroc       | m.t.                  |
| 7e                    | Steven Garcin         | France                | Velo Sport Hyerois    | m.t.                  |
| 8e                    | Mustafa Sayar         | Turquie               | Torku Şekerspor       | m.t.                  |
| 9e                    | Dale Appleby          | Royaume-Uni           | Metaltek Knights      | m.t.                  |
| 10e                   | Jack Kirk             | Royaume-Uni           | Velo Sport Hyerois    | m.t.                  |
| modifier              |                       |                       |                       |                       |

| Classement général | Classement général  | Classement général | Classement général | Classement général  |
|                    | Coureur             | Pays               | Équipe             | Temps               |
| ------------------ | ------------------- | ------------------ | ------------------ | ------------------- |
| 1er                | Stefan Schumacher   | Allemagne          | Christina Watches  | en 15 h 36 min 18 s |
| 2e                 | Constantino Zaballa | Espagne            | Christina Watches  | + 20 s              |
| 3e                 | Essaïd Abelouache   | Maroc              | Équipe du Maroc    | + 21 s              |
| 4e                 | Víctor de la Parte  | Espagne            | SP Tableware       | m.t.                |
| 5e                 | Mustafa Sayar       | Turquie            | Torku Şekerspor    | m.t.                |
| 6e                 | Joaquín Sobrino     | Espagne            | SP Tableware       | + 4 min 39 s        |
| 7e                 | Adil Jelloul        | Maroc              | Équipe du Maroc    | + 4 min 40 s        |
| 8e                 | Ismaïl Ayoune       | Maroc              | Équipe du Maroc    | + 4 min 50 s        |
| 9e                 | Martin Pedersen     | Danemark           | Christina Watches  | + 4 min 56 s        |
| 10e                | Hichem Chaabane     | Algérie            | Vélo Club Sovac    | + 5 min 48 s        |
| modifier           |                     |                    |                    |                     |

### 5eétape
| Classement de l'étape | Classement de l'étape | Classement de l'étape | Classement de l'étape | Classement de l'étape |
|                       | Coureur               | Pays                  | Équipe                | Temps                 |
| --------------------- | --------------------- | --------------------- | --------------------- | --------------------- |
| 1er                   | Víctor de la Parte    | Espagne               | SP Tableware          | en 3 h 23 min 13 s    |
| 2e                    | Mustafa Sayar         | Turquie               | Torku Şekerspor       | + 2 min 46 s          |
| 3e                    | Constantino Zaballa   | Espagne               | Christina Watches     | + 9 min 19 s          |
| 4e                    | Stefan Schumacher     | Allemagne             | Christina Watches     | m.t.                  |
| 5e                    | Dale Appleby          | Royaume-Uni           | Metaltek Knigths      | m.t.                  |
| 6e                    | Essaïd Abelouache     | Maroc                 | Équipe Maroc          | + 14 min 7 s          |
| 7e                    | Joaquín Sobrino       | Espagne               | SP Tableware          | + 14 min 8 s          |
| 8e                    | Jack Kirk             | Royaume-Uni           | Velo Sport Hyerois    | m.t.                  |
| 9e                    | Hichem Chaabane       | Algérie               | Vélo Club Sovac       | + 9 min 10 s          |
| 10e                   | Petrus van Dijk       | Pays-Bas              | SP Tableware          | + 9 min 11 s          |
| modifier              |                       |                       |                       |                       |

### Classements finals
| Classement général final | Classement général final | Classement général final | Classement général final | Classement général final |
|                          | Coureur                  | Pays                     | Équipe                   | Temps                    |
| ------------------------ | ------------------------ | ------------------------ | ------------------------ | ------------------------ |
| 1er                      | Víctor de la Parte       | Espagne                  | SP Tableware             | en 18 h 38 min 9 s       |
| 2e                       | Mustafa Sayar            | Turquie                  | Torku Şekerspor          | + 1 min 56 s             |
| 3e                       | Stefan Schumacher        | Allemagne                | Christina Watches        | + 7 min 36 s             |
| 4e                       | Constantino Zaballa      | Espagne                  | Christina Watches        | + 7 min 56 s             |
| 5e                       | Essaïd Abelouache        | Maroc                    | Équipe du Maroc          | + 13 min 19 s            |
| 6e                       | Dale Appleby             | Royaume-Uni              | Metaltek Knights Racing  | + 15 min 12 s            |
| 7e                       | Joaquin Sobrino Martinez | Espagne                  | SP Tableware             | + 17 min 11 s            |
| 8e                       | Adil Jelloul             | Maroc                    | Équipe Maroc             | + 17 min 39 s            |
| 9e                       | Abdelkader Belmokhtar    | Algérie                  | GS Pétroliers            | + 18 min 4 s             |
| 10e                      | Hichem Chaabane          | Algérie                  | Vélo Club Sovac          | + 18 min 27 s            |
| 11e                      | Azzedine Lagab           | Algérie                  | GS Pétroliers            | + 23 min 25 s            |
| 12e                      | Petrus van Dijk          | Danemark                 | SP Tableware             | + 23 min 30 s            |
| 13e                      | Anass Aït El Abdia       | Maroc                    | Équipe du Maroc          | + 24 min 13 s            |
| 14e                      | Ismaïl Ayoune            | Maroc                    | Équipe du Maroc          | + 25 min 27 s            |
| 15e                      | Khaled Abdenbi           | Algérie                  | Olympique Tour Aglo3     | + 31 min 24 s            |
| 16e                      | Reda Aadel               | Maroc                    | Équipe du Maroc          | + 31 min 45 s            |
| 17e                      | Geórgios Karátzios       | Grèce                    | SP Tableware             | + 32 min 33 s            |
| 18e                      | Geórgios Boúglas         | Grèce                    | SP Tableware             | + 35 min 4 s             |
| 19e                      | Nabil Baz                | Algérie                  | Vélo Club Sovac          | + 37 min 17 s            |
| 20e                      | Abdennour Yahmi          | Algérie                  | GS Pétroliers            | + 39 min 59 s            |
| 21e                      | Richard Stockhausen      | Allemagne                | Bike Aid-Schwalbe Trier  | + 41 min 44 s            |
| 22e                      | Phillip Schulz           | Allemagne                | Krostitzer Univega       | + 43 min 46 s            |
| 23e                      | Mouadh Bettira           | Algérie                  | Vélo Club Sovac          | + 44 min 40 s            |
| 24e                      | Karsten Keuneche         | Allemagne                | Bike Aid-Schwalbe Trier  | + 45 min 8 s             |
| 25e                      | Daniel Teklay            | Érythrée                 | Équipe d'Eritrea         | + 45 min 52 s            |
| modifier                 |                          |                          |                          |                          |

### Classements annexes
| par points | par points          | par points | par points        | par points |
| ---------- | ------------------- | ---------- | ----------------- | ---------- |
|            | Coureur             | Pays       | Équipe            | Point(s)   |
| 1er        | Essaïd Abelouache   | Maroc      | Équipe du Maroc   | 115 points |
| 2e         | Constantino Zaballa | Espagne    | Christina Watches | 100 pts    |
| 3e         | Stefan Schumacher   | Allemagne  | Christina Watches | 81 pts     |
| modifier   |                     |            |                   |            |

| du meilleur grimpeur | du meilleur grimpeur | du meilleur grimpeur | du meilleur grimpeur | du meilleur grimpeur |
| -------------------- | -------------------- | -------------------- | -------------------- | -------------------- |
|                      | Coureur              | Pays                 | Équipe               | Point(s)             |
| 1er                  | Mustafa Sayar        | Turquie              | Torku Şekerspor      | 30 points            |
| 2e                   | Víctor de la Parte   | Espagne              | SP Tableware         | 18 pts               |
| 3e                   | Stefan Schumacher    | Allemagne            | Christina Watches    | 14 pts               |
| modifier             |                      |                      |                      |                      |

| Classement par équipes | Classement par équipes    | Classement par équipes | Classement par équipes |
|                        | Équipe                    | Pays                   | Temps                  |
| ---------------------- | ------------------------- | ---------------------- | ---------------------- |
| 1re                    | SP Tableware              | Grèce                  | en 56 h 28 min 35 s    |
| 2e                     | Christina Watches         | Danemark               | + 6 min 57 s           |
| 3e                     | Équipe nationale du Maroc | Maroc                  | + 13 min 36 s          |
| modifier               |                           |                        |                        |

| Classement général | Classement général | Classement général | Classement général | Classement général |
|                    | Coureur            | Pays               | Équipe             | Temps              |
| ------------------ | ------------------ | ------------------ | ------------------ | ------------------ |
| 1er                | Anass Aït El Abdia |                    | Équipe du Maroc    | en 19 h 2 min 22 s |
| 2e                 | Abdenour Yahmi     |                    | GS Pétroliers      | + 15 min 46 s      |
| 3e                 | Mouadh Bettira     |                    | Vélo Club Sovac    | + 20 min 27 s      |
| modifier           |                    |                    |                    |                    |

|  |

### UCI Africa Tour
Ce Tour d'Algérie attribue des points pour l'UCI Africa Tour 2013, par équipes seulement aux coureurs des équipes continentales professionnelles et continentales, individuellement à tous les coureurs sauf ceux faisant partie d'une équipe ayant un label WorldTeam.
| Position           | 1er | 2e | 3e | 4e | 5e | 6e | 7e | 8e |
| Classement général | 40  | 30 | 16 | 12 | 10 | 8  | 6  | 3  |
| Par étape          | 8   | 5  | 2  |    |    |    |    |    |
| Leader, par étape  | 4   |    |    |    |    |    |    |    |

## Liste des participants
- Liste de départ complète

| Légende                                | Légende                                                                                         | Légende                                | Légende                                                                                                  |
| -------------------------------------- | ----------------------------------------------------------------------------------------------- | -------------------------------------- | --- |
| Num                                    | Dossard de départ porté par le coureur sur ce Tour d'Algérie                                    | Pos                                    | Position finale au classement général                                                                    |
| Leader du classement général           | Indique le vainqueur du classement général                                                      | Leader du classement par points        | Indique le vainqueur du classement par points                                                            |
|                                        | Indique le vainqueur du classement meilleur grimpeur                                            | Leader du classement du meilleur jeune | Indique le vainqueur du classement des points chauds                                                     |
| Leader du classement du meilleur jeune | Indique le vainqueur du classement du meilleur jeune                                            |                                        | Indique un maillot de champion national ou mondial, suivi de sa spécialité                               |
| #                                      | Indique la meilleure équipe                                                                     | NP                                     | Indique un coureur qui n'a pas pris le départ d'une étape, suivi du numéro de l'étape où il s'est retiré |
| AB                                     | Indique un coureur qui n'a pas terminé une étape, suivi du numéro de l'étape où il s'est retiré | HD                                     | Indique un coureur qui a terminé une étape hors des délais, suivi du numéro de l'étape                   |
| *                                      | Indique un coureur en lice pour le maillot blanc (coureurs nés après le 1er janvier 1989)       |                                        | |

| GS Pétroliers Algérie GSP | GS Pétroliers Algérie GSP   | GS Pétroliers Algérie GSP |
| ------------------------- | --------------------------- | ------------------------- |
| Num                       | Coureur                     | Pos                       |
|                           | Abdelkader Belmokhtar (ALG) | 8e                        |
|                           | Azzedine Lagab (ALG)        | 10e                       |
|                           | Abdennour Yahmi (ALG)       | 19e                       |
|                           | Abdelmalek Madani (ALG)     | 34e                       |
|                           | Abdelbasset Hannachi (ALG)  | NP-5                      |
|                           | Abdellah Ben Youcef (ALG)   | NP-4                      |

| Vélo Club Sovac VCS | Vélo Club Sovac VCS    | Vélo Club Sovac VCS |
| ------------------- | ---------------------- | ------------------- |
| Num                 | Coureur                | Pos                 |
|                     | Hichem Chaabane (ALG)  | 9e                  |
|                     | Nabil Baz (ALG)        | 18e                 |
|                     | Mouadh Bettira (ALG)   | 22e                 |
|                     | Adil Barbari (ALG)     | NP-5                |
|                     | Fayçal Hamza (ALG)     | NP-4                |
|                     | Karim Hadjbouzit (ALG) | NP-3                |

| Christina Watches CWO | Christina Watches CWO     | Christina Watches CWO |
| --------------------- | ------------------------- | --------------------- |
| Num                   | Coureur                   | Pos                   |
|                       | Stefan Schumacher (GER)   | 2e                    |
|                       | Constantino Zaballa (ESP) | 3e                    |
|                       | Martin Pedersen (DEN)     | AB-5                  |
|                       | Jimmi Sørensen (DEN)      | AB-5                  |
|                       | Marc Hester (DEN)         | NP-5                  |
|                       | Angelo Furlan (ITA)       | NP-5                  |

| SP Tableware SPT | SP Tableware SPT            | SP Tableware SPT |
| ---------------- | --------------------------- | ---------------- |
| Num              | Coureur                     | Pos              |
|                  | Víctor de la Parte (ESP)    | 1re              |
|                  | Petrus van Dijk (NED)       | 11e              |
|                  | Geórgios Boúglas (GRE)      | 17e              |
|                  | Geórgios Karátzios (GRE)    | 16e              |
|                  | Vasílios Simantirákis (GRE) | AB-5             |
|                  | Joaquín Sobrino (ESP)       | 6e               |

| Konya Torku Şekerspor TRK | Konya Torku Şekerspor TRK | Konya Torku Şekerspor TRK |
| ------------------------- | ------------------------- | ------------------------- |
| Num                       | Coureur                   | Pos                       |
|                           | Serhiy Grechyn (UKR)      | AB-5                      |
|                           | Mustafa Sayar (TUR)       | DSQ                       |
|                           | David de la Fuente (ESP)  | NP-3                      |
|                           | Miraç Kal (TUR)           | 37e                       |
|                           | Nazim Bakırcı (TUR)       | 31e                       |
|                           | Yuriy Metlushenko (UKR)   | NP-5                      |

| Rietumu-Delfin RBD | Rietumu-Delfin RBD     | Rietumu-Delfin RBD |
| ------------------ | ---------------------- | ------------------ |
| Num                | Coureur                | Pos                |
|                    | Peeter Tarvis (EST)    | 36e                |
|                    | Toms Skujiņš (LAT)     | AB-5               |
|                    | Armands Bēcis (LAT)    | AB-5               |
|                    | Lars Pria (ROU)        | AB-5               |
|                    | Ivars Prokofjevs (LAT) | 35e                |
|                    | Andris Vosekalns (LAT) | NP-5               |

| Équipe nationale du Maroc MAR | Équipe nationale du Maroc MAR | Équipe nationale du Maroc MAR |
| ----------------------------- | ----------------------------- | ----------------------------- |
| Num                           | Coureur                       | Pos                           |
|                               | Essaïd Abelouache (MAR)       | 4e                            |
|                               | Adil Jelloul (MAR)            | 7e                            |
|                               | Ismaïl Ayoune (MAR)           | 13e                           |
|                               | Reda Aadel (MAR)              | 15e                           |
|                               | Lahcen Saber (MAR)            | 38e                           |
|                               | Anass Aït El Abdia (MAR)      | 12e                           |

| Équipe nationale d'Eritrea ERI | Équipe nationale d'Eritrea ERI | Équipe nationale d'Eritrea ERI |
| ------------------------------ | ------------------------------ | ------------------------------ |
| Num                            | Coureur                        | Pos                            |
|                                | Bereket Yemane (ERI)           | NP-5                           |
|                                | Daniel Teklay (ERI)            | 24e                            |
|                                | Kindishih Debesay (ERI)        | AB-5                           |
|                                | Aron Debretsion (ERI)          | AB-5                           |
|                                | Elias Afewerki (ERI)           | NP-1                           |
|                                | Meron Teshome (ERI)            | AB                             |

| Équipe nationale de Tunisie TUS | Équipe nationale de Tunisie TUS | Équipe nationale de Tunisie TUS |
| ------------------------------- | ------------------------------- | ------------------------------- |
| Num                             | Coureur                         | Pos                             |
|                                 | Rafaâ Chtioui (TUN)             | NP-3                            |
|                                 | Maher Hasnaoui (TUN)            | 29e                             |
|                                 | Hassen Ben Nasser (TUN)         | AB-5                            |
|                                 | Houssam Nasri (TUN)             | 42e                             |
|                                 | Akkouche Said Ali (TUN)         | AB-1                            |

| Olympique Tour Aglo3 OTA | Olympique Tour Aglo3 OTA         | Olympique Tour Aglo3 OTA |
| ------------------------ | -------------------------------- | ------------------------ |
| Num                      | Coureur                          | Pos                      |
|                          | Khaled Abdenbi (ALG)             | 14e                      |
|                          | Hichem Kab (ALG)                 | 32e                      |
|                          | Nassim Saidi (ALG)               | AB-3NP-5                 |
|                          | Lahcen Zouache (ALG)             | NP-3                     |
|                          | Mohamed el Mahdi Seguouini (ALG) | AB-1                     |
|                          | Mhamed Boutbal (ALG)             | NP-1                     |

| Metaltek Knights of Old Racing MKR | Metaltek Knights of Old Racing MKR | Metaltek Knights of Old Racing MKR |
| ---------------------------------- | ---------------------------------- | ---------------------------------- |
| Num                                | Coureur                            | Pos                                |
|                                    | Dale Appleby (GBR)                 | 5e                                 |
|                                    | Kit Gilham (GBR)                   | AB-5                               |
|                                    | Gruffudd Lewis (GBR)               | NP-4                               |
|                                    | Chris Bartlett (GBR)               | NP-4                               |
|                                    | Matthew Pilkington (GBR)           | AB-3                               |
|                                    | Robert Orr (GBR)                   | AB-5                               |

| Wilton WCA | Wilton WCA              | Wilton WCA |
| ---------- | ----------------------- | ---------- |
| Num        | Coureur                 | Pos        |
|            | Stefan Breemes (NED)    | 33e        |
|            | Mick du Prie (NED)      | 26e        |
|            | Martin Van de Pol (NED) | 40e        |
|            | Elias de Bruijne (NED)  | 44e        |
|            | Jorrit Jongbloed (NED)  | AB-1       |
|            | Rutger Schellevis (NED) | NP-1       |

| Velo Sport Hyerois VSH | Velo Sport Hyerois VSH  | Velo Sport Hyerois VSH |
| ---------------------- | ----------------------- | ---------------------- |
| Num                    | Coureur                 | Pos                    |
|                        | Jonathan Valintin (FRA) | AB-5                   |
|                        | Mickaël Couanon (FRA)   | NP-3                   |
|                        | Rémy Gras (FRA)         | NP-3                   |
|                        | Tristan Delacroix (FRA) | NP-3                   |
|                        | Steven Garcin (FRA)     | 43e                    |
|                        | Jack Kirk (GBR)         | 30e                    |

| Bike Aid-Schwalbe Trier BAS | Bike Aid-Schwalbe Trier BAS | Bike Aid-Schwalbe Trier BAS |
| --------------------------- | --------------------------- | --------------------------- |
| Num                         | Coureur                     | Pos                         |
|                             | Richard Stockhausen (GER)   | 20e                         |
|                             | Daniel Bichlmann (GER)      | AB-3                        |
|                             | Timo Schafer (GER)          | 28e                         |
|                             | Karsten Keuneche (GER)      | AB-5                        |
|                             | Patrick Lechner (GER)       | NP-3                        |
|                             | Philipp Becker (GER)        | NP-4                        |

| Krostitzer Univega KRU | Krostitzer Univega KRU | Krostitzer Univega KRU |
| ---------------------- | ---------------------- | ---------------------- |
| Num                    | Coureur                | Pos                    |
|                        | Phillip Schulz (GER)   | 21e                    |
|                        | Erik Mohs (GER)        | AB-5                   |
|                        | Matti Bruckner (GER)   | NP-5                   |
|                        | Matthias Wiele (GER)   | NP-4                   |
|                        | Sascha Damrow (GER)    | NP-4                   |

| Équipe nationale de Libye LBA | Équipe nationale de Libye LBA | Équipe nationale de Libye LBA |
| ----------------------------- | ----------------------------- | ----------------------------- |
| Num                           | Coureur                       | Pos                           |
|                               | Fahti Ahmed Atunsi (LBA)      | AB-1                          |
|                               | Youssef Belgasem Ahmed (LBA)  | AB-1                          |
|                               | Hamza Algtaani (LBA)          | AB-1                          |
|                               | Osama Osama Saaid Milad (LBA) | AB-1                          |
|                               | Abdulati Aghrbi (LBA)         | AB-1                          |
|                               | Abdallah al Malti (LBA)       | AB-1                          |

| Greens TGR | Greens TGR              | Greens TGR |
| ---------- | ----------------------- | ---------- |
| Num        | Coureur                 | Pos        |
|            | Etienne Bonello (MLT)   | AB-1       |
|            | James Mifsud (MLT)      | AB-1       |
|            | Jeffrey Borg (MLT)      | AB-1       |
|            | Jason Vella (MLT)       | AB-1       |
|            | Christian Formosa (MLT) | AB-1       |
|            | Maurice Formosa (MLT)   | 41e        |

| Refero Elite RCT | Refero Elite RCT       | Refero Elite RCT |
| ---------------- | ---------------------- | ---------------- |
| Num              | Coureur                | Pos              |
|                  | Peter Carlsson (SWE)   | NP-3             |
|                  | Anders Dahlberg (SWE)  | 39e              |
|                  | Andreas Thell (SWE)    | 46e              |
|                  | Isak Lundgren (SWE)    | NP-2             |
|                  | Simon Galle (SWE)      | NP-3             |
|                  | Fredrik Olofsson (SWE) | AB-1             |